# Siphoneugena kiaerskoviana
Siphoneugena kiaerskoviana là một loài thực vật có hoa trong Họ Đào kim nương. Loài này được (Burret) Kausel miêu tả khoa học đầu tiên năm 1967.